# Вера-Круш (Портел)
Вера-Круш (порт. Vera Cruz) — фрегезия (район) в муниципалитете Портел округа Эвора в Португалии. Территория — 44,58 км². Население — 456 жителей. Плотность населения — 10,2 чел/км².